# Sanatorium St. Blasien

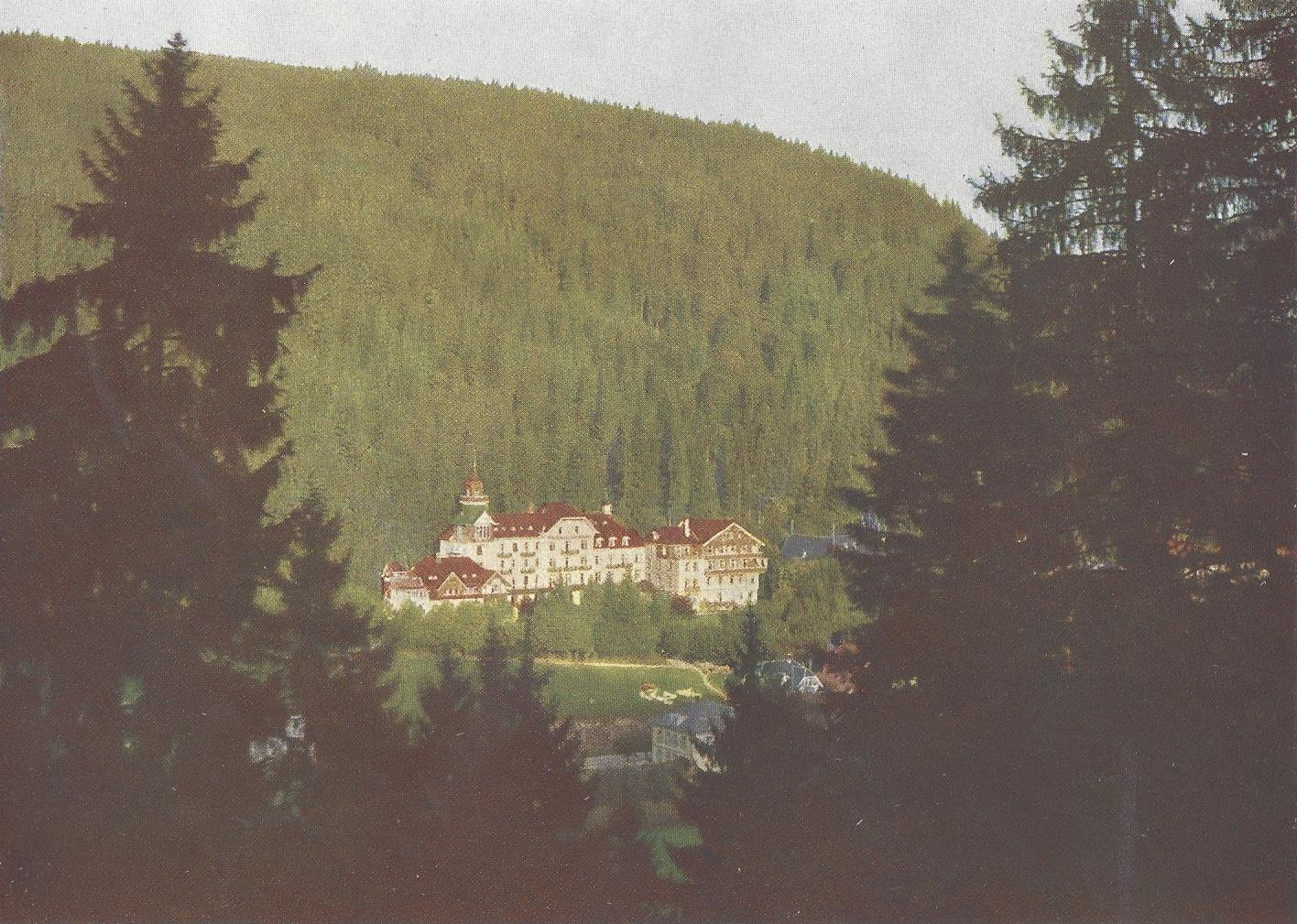
Sanatorium St. Blasien, Autochrom-Fotografie 1914

Das Sanatorium St. Blasien war eine Lungenheilstätte in St. Blasien im Schwarzwald, die von 1881 bis 1969 bestand und stationäre Behandlung sowie Vorsorge- und Sicherungsheilverfahren bei Tuberkulose anbot.

## Gründung und Ausbau
Der in Davos ausgebildete Lungenfacharzt Paul Haufe (1851–1917) suchte Ende der 1870er Jahre in Deutschland nach einem geeigneten Standort für ein eigenes Sanatorium zur Behandlung der im 19. Jahrhundert durch die Verstädterung grassierenden Lungentuberkulose. In der Zeit vor der Einführung antituberkulotisch wirksamer Antibiotika standen wenige Behandlungsoptionen zur Verfügung. Der Lungenarzt Hermann Brehmer (1826–1889) hatte 1854 im schlesischen Görbersdorf die Höhentherapie der Tuberkulose in der freien Bergluft begründet. Dieser Therapie lag der falsche Ansatz zugrunde, Bewohner von Höhenlagen litten seltener unter Tuberkulose-Manifestationen. Diese Auffassung stand im Gegensatz zur vorgehenden medizinischen Lehrmeinung. Gleichwohl erzielte Brehmer mit seinem Konzept aufgrund seines strukturierten Vorgehens und konsequenter Anwendung des medizinischen Standards beachtliche Erfolge, die national und international zu zahlreichen Folgeeinrichtungen führten. Peter Dettweiler (1837–1904) erweiterte das Behandlungskonzept in seiner 1876 gegründeten Heilanstalt in Falkenstein im Taunus durch absolute Schonung in Form von langen Liegekuren. Die bessere Durchblutung der Lungen im Liegen förderte in gewissem Maß die Selbstheilung. Die zu Beginn des 20. Jahrhunderts aufkommende Pneumothoraxbehandlung und die Lungenchirurgie blieben bis zum breiten Einsatz von Antibiotikakombinationen die einzigen therapeutisch wirksamen Weiterentwicklungen. Die Strahlentherapie wurde bei mangelndem Wirkungsnachweis völlig verlassen.
Haufe entschied sich 1878 für das im Südschwarzwald liegende St. Blasien. Die geschützte Hochtallage in etwa 800 m Höhe (über dem Meeresspiegel) war bekannt für ihr trockenes und thermisch stabiles Klima. Ein Vorgebirge hält zudem den im Voralpenland oft herrschenden Wind ab, insbesondere den belastenden Föhn. Die Tannenwälder reduzierten die Staubbelastung. Die praktische Freiheit von Nebel sorgt auch im Winter für eine überdurchschnittliche Besonnung. Dadurch konnte die Einrichtung ganzjährig betrieben werden. Das Freiburger Wetteramt glaubte in den 1960er Jahren vierundvierzig positive Schon- und Reizfaktoren des St. Blasischen Ortsklimas definieren zu können.
Auf einem von der badischen Domänenverwaltung erworbenen Gelände oberhalb der Ortslage erbaute Paul Haufe ab 1878 eine Villa, in der er zunächst als Allgemeinarzt wirkte. Ab 1881 nahm er Gäste zur Kur auf. Zum 23. November 1882 begann er ein kleines angebautes Sanatorium für gerade zwölf Patienten ganzjährig zu belegen. Je nach Betrachtungsweise wird das Gründungsjahr des St. Blasischen Kurwesens auf 1878, 1881 oder 1882 angesetzt. Die Legende jahrelanger Klimastudien durch Paul Haufe vor Baubeginn gehört zum Marketing. Fast gleichzeitig entstand im Ortskern in dem von Otto Hüglin gegründeten Kurhaus St. Blasien 1882 eine konkurrierende Einrichtung, die über mehr Kapital verfügte. Obwohl das Kurhaus St. Blasien über mehr Betten als auch eine breitere Indikationsliste innerer Erkrankungen einschließlich psychiatrischer Leiden verfügte, konnte sich Haufes kleines Sanatorium gut behaupten. Haufe nutzte seine Verbindungen nach Davos und bot Akklimatisierungskuren vor und nach Hochgebirgskuren an. Die beiden bekannten und erfolgreichen Einrichtungen initiierten weitere Sanatoriumsgründungen in St. Blasien. Nach dem Rückzug Otto Hüglins 1925 aus St. Blasien entwickelte sich der Ort für vier Jahrzehnte zu einem ausschließlichen Tuberkulosekurort.

## Ausbau des Sanatoriums

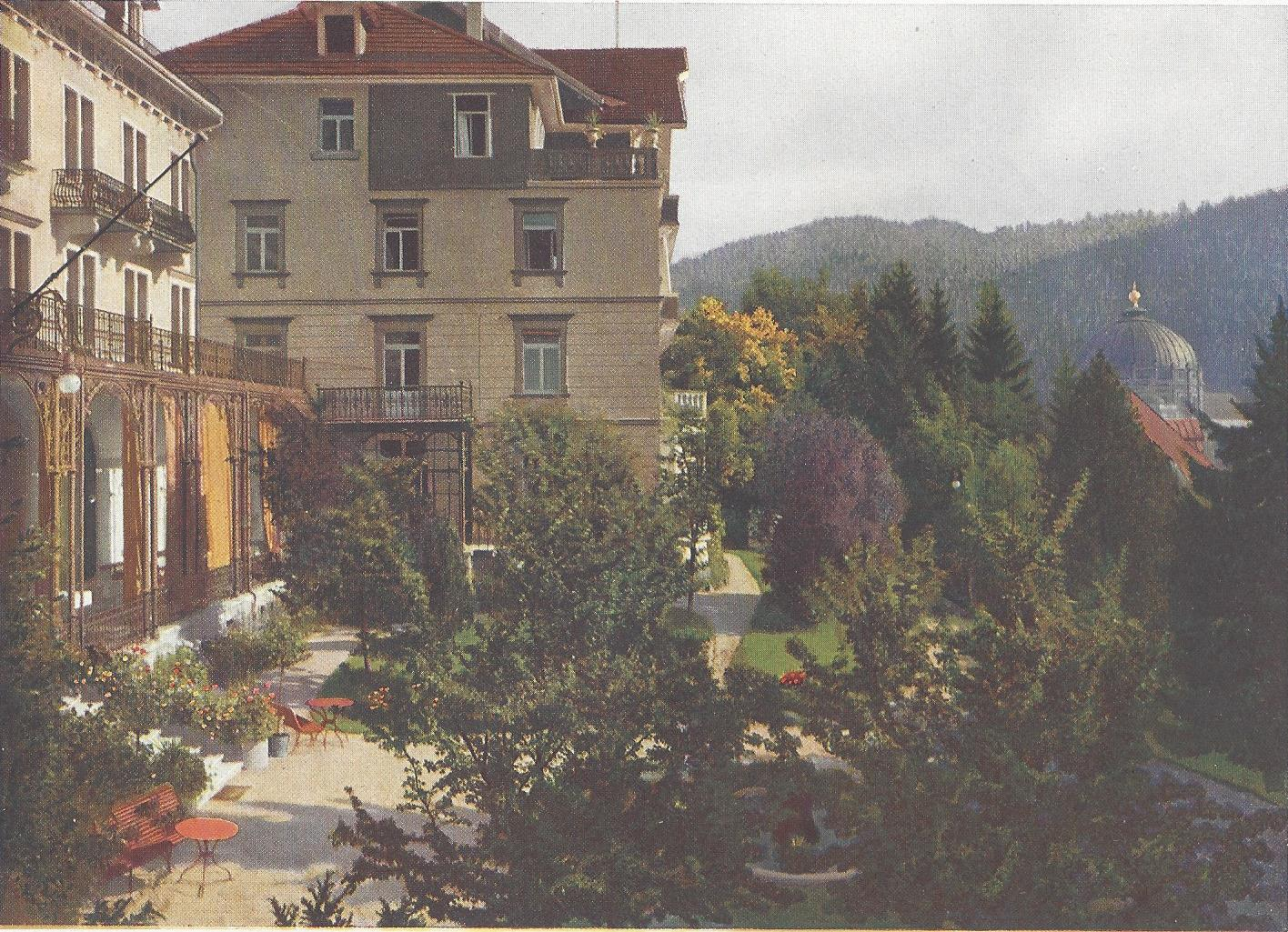
Sanatoriumsgarten, Autochrom-Fotografie 1914

Paul Haufe zog sich 1895 kurzfristig aus der Leitung des Sanatoriums zurück, das er von 12 auf 40 Betten erweitert an seinen Nachfolger Medizinalrat Albert Sander (1862–1944) verkaufte. Unter Albert Sander und seinem Mitgesellschafter, dem Menzenschwander Arzt Ernst Meier (1868–1910), 1905 in eine GmbH überführt, wurde das Sanatorium auf eine Kapazität von 95 Zimmern erweitert. Der Neubau wurde zwischen 1900 und 1908 nach den neuesten hygienischen Grundsätzen und balneologisch-klimatologischen Kenntnissen der Zeit, mit hohem baulichen Standard und einem vorbildlichen Brandschutz errichtet. Im November 1909 wurde das Röntgenkabinett eröffnet. 1913 erfolgten zufolge der Krankengeschichten die ersten Pneumothoraxhandlungen nach Carlo Forlanini. Man fokussierte auf eine zahlungskräftige internationale Klientel. 1914 übergab Medizinalrat Sander die Leitung an den habilitierten Lungenfacharzt Adolf Bacmeister, der 1916 zum außerordentlichen Professor und 1933 zum ordentlichen Honorarprofessor für Innere Medizin an die Albert-Ludwigs-Universität Freiburg berufen wurde. Albert Sander blieb Aufsichtsratsvorsitzender. Im Sommer 1923 wurde der westliche Anbau fertiggestellt. Das Sanatorium bestand ab diesem Zeitpunkt aus drei eigenständigen miteinander verbundenen Gebäuden, die ein nach Süden offenes Rechteck bildeten.
Mit Beginn des Ersten Weltkriegs und erneut in der Zeit des Nationalsozialismus blieb die gehobene europäische Kundschaft weitgehend aus. St. Blasien wurde zu einem Kurort der Mittelschicht, die sich ein Heilverfahren in der Schweiz nicht mehr leisten konnte. Für eine wachsende, teilstationär behandelte Klientel wurden auswärtige Quartiere geschaffen. Bacmeister glaubte, dass sich die teilstationären Tuberkuloseheilverfahren, erweitert durch eine sozialmedizinische Betreuung, in der Zukunft durchsetzen würden.

## Therapeutisches Angebot

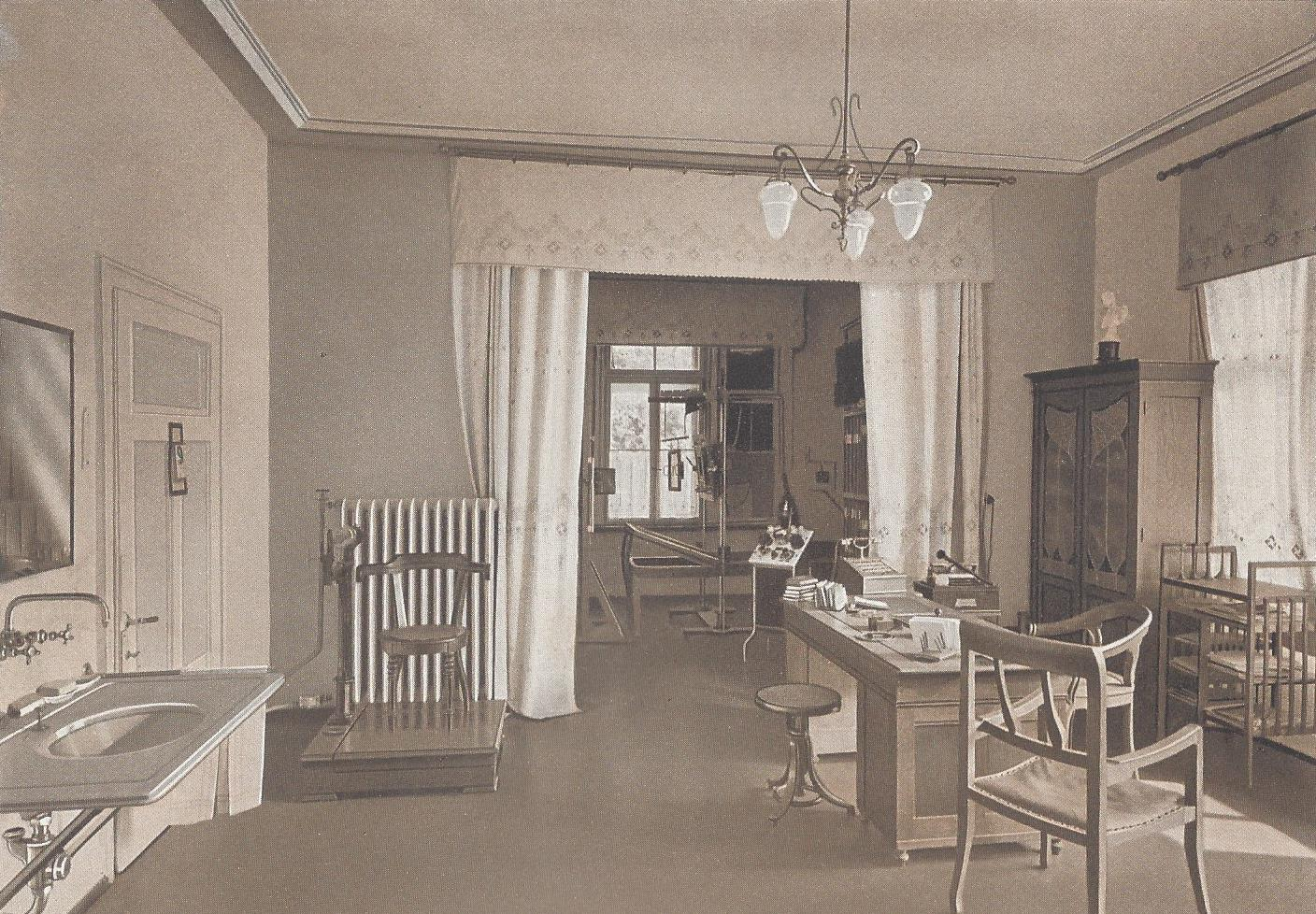
Ärztliches Sprechzimmer

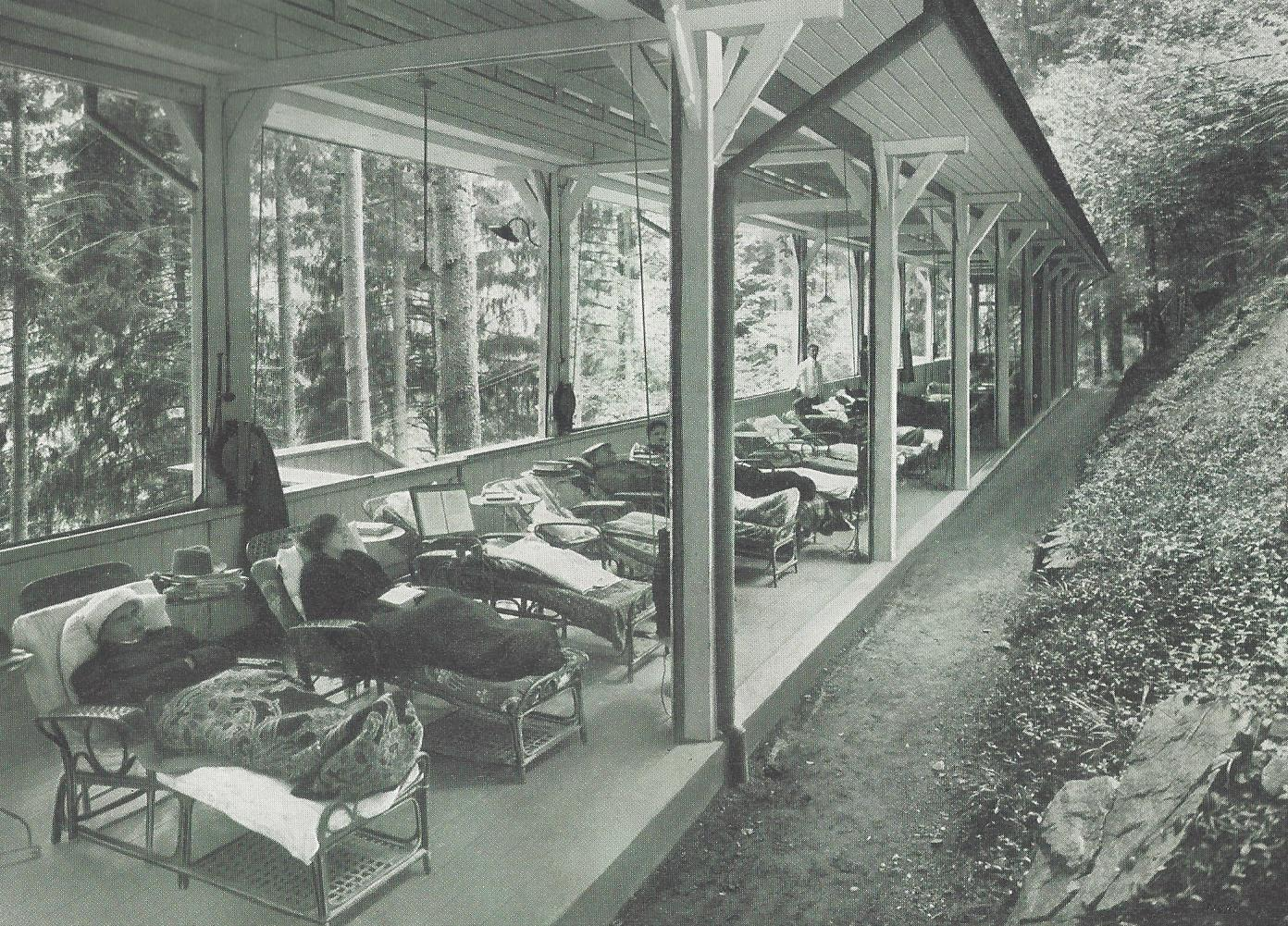
Liegehalle

Bis 1924 unterstanden Bacmeister ein Oberarzt und zwei Assistenzärzte. Der frühere Leiter Sander blieb dem Sanatorium als Konsiliarius verbunden. Bereits zu Sanders Zeiten wurden aus der Einrichtung Fachbeiträge und Bücher publiziert, die international Beachtung und Anerkennung fanden.
Bekannt wurde das Sanatorium in der Öffentlichkeit durch seine offenen Liegehallen im Tannenwald. Das Sanatorium verfügte vor dem 50 m langen Mittelbau über eine dreieinhalb Meter breite Terrasse. Den nach Süden und Westen gehenden Zimmern für die Kurgäste waren nach Davoser Vorbild eigene Loggien mit Winterfenstern vorgebaut. Über zwei Brücken wurden die beiden Liegehallen im Wald angeschlossen. Sie konnten mit Rollläden nach jahreszeitlichem Bedarf nach Süden oder Norden ausgerichtet werden. Der weitgehend ebene Philosophenweg ermöglichte kräfteschonende Spaziergänge zu Aussichtslagen.
Im Westflügel befand sich die ärztliche Abteilung mit ärztlichen Sprechzimmern, einem Röntgenkabinett, einer Strahlentherapie und einem Operationssaal, in dem ab 1914 vorwiegend Pneumothoraxbehandlungen vorgenommen wurden. Hinzu kam ein hals-nasen-ohrenärztliches Behandlungszimmer. Dem Westflügel war eine Bäderabteilung zur Hydrotherapie angebaut.
Die Strahlentherapie erwies sich als Irrweg. Im Tierexperiment rückläufige tuberkulöse Lungeninfiltrationen unter Bestrahlung bei Kaninchen waren durch die Bildung einer Strahlenfibrose vorgetäuscht. Die 1924 in einer Monografie publizierte Röntgenbehandlung der Lungen- und Kehlkopftuberkulose hatte nur wenige Jahre Bestand. Es folgten erneut die aktive Pneumothoraxbehandlung und kurz vor dem Krieg die Thorakoplastik (heute nicht mehr gebräuchlicher künstlich herbeigeführter Kollaps des Lungenflügels bei fortgeschrittener Tuberkulose). Die zunehmend komplexeren Operationen wurden nach dem Krieg von dem Schweizer Thoraxchirurgen Hans Good der Wehrawaldklinik aus Todtmoos ausgeführt. Ab 1957 kooperierte die Klinik St. Blasien mit der neu aufgebauten chirurgischen Abteilung der Robert-Koch-Klinik in Freiburg im Breisgau.

## Ausstattung des Sanatoriums
Luxuriöse und großzügig dimensionierte Freizeiteinrichtungen, Gartenanlagen sowie ein repräsentativer multifunktionaler Speisesaal mit sechs thematischen Waldgemälden des Malers Adolf Hildenbrand aus den Jahren 1932–1934 sorgten für ein gediegenes Ambiente. Die vier großen Gemälde an der Nordwand des Speisesaals zeigen Schwarzwaldlandschaften, die wiederum als Elementfolge in die vier Elemente Luft, Erde, Feuer und Wasser umzudeuten sind. Jedes der Elemente steht für ein Therapieangebot des Sanatoriums. Der Himmel, beziehungsweise die Luft (der Himmel über Bernau im Schwarzwald) steht für den Pneumothorax, die Erde für die Liegekur, das Feuer (Höhenblick auf St. Blasien) für die Kaustik bzw. die Strahlentherapie und das Wasser (der Schluchsee) für die Hydrotherapie. Ergänzt wird die Elementenfolge durch zwei weitere thematische Bilder. Der Schnitter auf dem Feld steht für die Resektion und ein Blick auf das Oberrheintal für die Höhentherapie. Ein kleineres Bild mit einem Malvenfeld an der Südwand soll die Hämoptoe symbolisieren. Hildenbrands erweiterte Elementfolge ist ein wichtiger Beleg für die symbolistisch orientierte Kunst der ausgehenden Weimarer Republik. Der Zyklus wurde zunächst wohlwollend durch die nationalsozialistische Presse aufgenommen.
Die hochwertige Möblierung wurde von den Münchner Werkstätten für Wohnungseinrichtung bezogen.

## Zeit des Nationalsozialismus
Mit der Etablierung des Nationalsozialistischen Regimes blieb die europäische Klientel zunehmend aus. Der fachlich angesehene Chefarzt Bacmeister integrierte sich zunehmend in das NS-Regime. Er wurde beratender Arzt und Sanitätsoffizier der Kriegsmarine für Tuberkulose. Zwischen 1939 und 1945 leitete er zusätzlich als Chefarzt das Marinekurlazarett im geschlossenen Kolleg St. Blasien. Bacmeister wurde Flottenarzt der Reserve und erhielt am 16. Mai 1944 für seine Verdienste das Ritterkreuz des Kriegsverdienstkreuzes mit Schwertern. Schwerwiegend und belastend war seine Zusammenarbeit mit der SS. Bacmeister koordinierte mit ihm unterstellten Tuberkuloseärzten auf einer Tagung 1943 die infamen Sulfonamidexperimente im Konzentrationslager Ravensbrück. Adolf Bacmeister starb am 7. Dezember 1945 in St. Blasien.
Karl Leisner wurde nicht – wie häufig kolportiert – im Sanatorium St. Blasien, sondern in einer städtischen Einrichtung, dem Fürstabt-Gerbert-Haus verhaftet.

## Nachkriegszeit
Die französische Besatzungsmacht vereinnahmte das Sanatorium 1945 und nutzte es – umbenannt in Sanatorium Alsace – zunächst zur Behandlung von Deportierten und KZ-Häftlingen aus Frankreich und Belgien. Die Geschäftsleitung und das Personal wurden belassen. Deutsche Patienten wurden in dieser Zeit auswärtig im Haus Baden betreut. Nach der Rückführung der Deportierten wurden Angehörige der französischen Armee aufgenommen. Am 24. Juli 1947 brannte der Ostflügel größtenteils aus. Am 15. Januar 1951 wurde das restituierte und wiederhergestellte Sanatorium neu eröffnet. Der Leitende Arzt Emmler starb wenige Wochen nach der Wiedereröffnung. Sein Nachfolger als Chefarzt von „Deutschlands höchstgelegener Privatheilanstalt für Lungenkranke und andere Formen der Tuberkulose“ wurde der Professor Otto Wiese, welcher 1953 nach einem öffentlich gewordenen Gesellschaftsskandal durch Medizinalrat Fritz Brecke († 1984) abgelöst wurde. 1969 wurde das Sanatorium aufgrund der Rückläufigkeit der Tuberkulose in Deutschland und nachlassender Nachfrage geschlossen. Nach einem erneuten Umbau wurde in den Gebäuden 1971 ein neu gegründetes und in den Krankenhausbedarfsplan aufgenommenes Fachkrankenhaus für Lungenkrankheiten die Klinik St. Blasien eingerichtet, das noch bis 1974 von Fritz Brecke geleitet wurde und eine Tuberkulosestation behielt. Aufsichtsratsvorsitzender der Sanatorium St. Blasien GmbH in den 1980er Jahren war der zur als Geschäftsführer der Brauerei Ganter GmbH in Freiburg tätige Rechtsanwalt Alois Walther (* 1911).

## Leitende Ärzte
- Wilhelm Haufe (1883–1895)
- Albert Sander (1895–1914)
- Adolf Bacmeister (1914–1945)
- Arthur Emmler (1951)
- Otto Wiese (1951–1953)
- Fritz Brecke (1953–1969)

## Prominente Patienten
- Scholem Alejchem, 1909[11]
- Maxim Gorki, 1921[12]
- Theodor Däubler, 1933–1934[13]
- Corinne Luchaire, 1944[14]